# Петровский (Гаврилово-Посадский район)
Петро́вский — посёлок городского типа в Гаврилово-Посадском районе Ивановской области. Административный центр Петровского городского поселения.

## География
Расположен на реке Нерль (приток Клязьмы). Железнодорожная станция (Петровская) на линии Иваново — Москва.

## История
Рабочий посёлок Петровский образован в 1938 году в составе Гаврилово-Посадского района. В него вошли железнодорожный посёлок Нерльского сплавного участка и деревня Санцево.
Распоряжением Правительства РФ от 29 июля 2014 года № 1398-р «Об утверждении перечня моногородов» пгт включён в категорию «Монопрофильные муниципальные образования Российской Федерации (моногорода) с наиболее сложным социально-экономическим положением».

## Население
| 1939  | 1959  | 1970  | 1979  | 1989  | 2002  | 2009  | 2010  | 2012  |
| ----- | ----- | ----- | ----- | ----- | ----- | ----- | ----- | ----- |
| 3228  | ↗4642 | ↘4278 | ↘3866 | ↘3665 | ↘3047 | ↘2669 | ↘2558 | ↘2473 |
| 2013  | 2014  | 2015  | 2016  | 2017  | 2018  | 2019  | 2020  | 2021  |
| ↘2428 | ↘2391 | ↘2361 | ↘2312 | ↗2319 | ↘2255 | ↘2230 | ↘2178 | ↘1883 |

## Экономика
Градообразующим предприятием является ОАО «Спиртзавод „Петровский“» (на 2015 год закрыт).